# Lialis
Lialis är ett släkte av ödlor. Lialis ingår i familjen fenfotingar.
Arter enligt Catalogue of Life och The Reptile Database:
- Lialis burtonis
- Lialis jicari